# Antar ibn Šaddád
Antar ibn Šaddád (asi 525 Nadžd – asi 615 Ha'il) byl arabský předislámský básník narozený na území dnešní Saúdské Arábie. Jeho otec pocházel z významného arabského kmene Abs, matka byla černá etiopská otrokyně. On sám byl po matce poměrně tmavé pleti, což ho vyčleňovalo, handicapovalo a bylo pro něj jistým traumatem, což vedlo k jeho obrannému postoji, který se promítal i do jeho poezie. On byl původně také otrokem jako jeho matka, ale získal svobodu díky válečným zásluhám. Jsou mu připisovány stovky veršů, především ód (sbírka Mu'allaqāt). Zamiloval se do své sestřenice, o lásce k ní píše i v některých svých básních. Jeho dobrodružný život dal vzniknout lidovému rytířskému románu Sirat Antar (vznikl asi ve 12. století), v němž Antar symbolizuje beduínské ctnosti. Stal se jakýmsi archetypem hrdiny, často byl nazývaný Černý rytíř. Ruský skladatel Nikolaj Rimskij-Korsakov napsal svou Symfonii č. 2 právě na základě legendy o Antarovi.